# (19308) 1996 TO66
1996 تي أو 66 (ويعرف أيضًا باسم (19308) 1996 تي أو 66 وفق تسمية الكوكب الصغير) (بالإنجليزية: 1996 TO66)‏ هو كويكب ضمن حزام الكويكبات؛ وترتيبه 19308 من حيث الاكتشاف.
اكتُشف هذا الجُرم الفلكي بواسطة جين لوو في 12 أكتوبر 1996.

## وصلات خارجية
- (19308) 1996 TO66 في قاعدة بيانات مختبر الدفع النفاث لأجرام النظام الشمسي الصغيرة

- الاكتشاف · مخطط المدار ·  العناصر المدارية · المعلمات المادية

- (19308) 1996 TO66 على موقع ويكي سكاي: DSS2, SDSS, GALEX, IRAS, Hydrogen α, X-Ray, Astrophoto, Sky Map, Articles and images